# Thomas Ong
Chi Hong „Thomas” Ong (ur. 8 marca 1938) – filipiński judoka. Olimpijczyk z Tokio 1964, gdzie zajął siódme miejsce w kategorii open.

## Letnie Igrzyska Olimpijskie 1964
| Konkurencja | Eliminacje          | Eliminacje                      | Klas. końcowa |
| Konkurencja | Przeciwnik I        | Przeciwnik II                   | Miejsce       |
| ----------- | ------------------- | ------------------------------- | ------------- |
| Open        | Klaus Glahn (FRG) P | Ben Nighthorse Campbell (USA) P | 7.            |